# セインツ・オブ・ロスアンゼルス
セインツ・オブ・ロスアンゼルス (Saints Of Los Angeles）は、モトリー・クルーが2008年にリリースした9枚目のスタジオアルバム。全米アルバムチャート第4位。
彼らの自伝「The Dirt」を元に、ニッキー・シックス及びニッキーのサイド・プロジェクトSixx A.M.のメンバーであるジェイムス・マイケル、DJアシュバ、さらにエアロスミス、デフ・レパードらとの仕事で知られるマーティ・フレデリクセンが曲作りに参加している。
今作発表と同時に、モトリー・クルーをメイン・アクトにバックチェリー、パパ・ローチらとのツアー「クルー・フェス」開催もアナウンスされた。
「セインツ・オブ・ロスアンゼルス」は第51回グラミー賞、ベスト・ハード・ロック・パフォーマンスにノミネートされた。
2015年12月末を以て解散したため、今作が最後のスタジオ・アルバムとなった。

## 収録曲
| #         | タイトル                                                                                            | 作詞・作曲                                                                  | 時間  |
| --------- | --------------------------------------------------------------------------------------------------- | --------------------------------------------------------------------------- | ----- |
| 1.        | 「L.A.M.F. - L.A.M.F.」                                                                             | ニッキー・シックス ジェイムス・マイケル DJアシュバ マーティ・フレデリクセン | 1:23  |
| 2.        | 「フェイス・ダウン・イン・ザ・ダート - Face Down In The Dirt」                                      | シックス マイケル アシュバ フレデリクセン                                   | 3:44  |
| 3.        | 「ホワッツ・イット・ゴナ・テイク - What's It Gonna Take」                                           | シックス マイケル アシュバ フレデリクセン                                   | 3:45  |
| 4.        | 「ダウン・アット・ザ・ウィスキー - Down At The Whisky」                                             | シックス マイケル アシュバ フレデリクセン                                   | 3:50  |
| 5.        | 「セインツ・オブ・ロスアンゼルス - Saints Of Los Angeles」                                          | シックス マイケル アシュバ フレデリクセン                                   | 3:40  |
| 6.        | 「マザーファッカー・オブ・ザ・イヤー - MF Of The Year」                                             | シックス ミック・マーズ マイケル アシュバ フレデリクセン                    | 3:55  |
| 7.        | 「ジ・アニマル・イン・ミー - The Animal In Me」                                                     | シックス マーズ マイケル フレデリクセン                                     | 4:16  |
| 8.        | 「ウェルカム・トゥ・ザ・マシーン - Welcome To The Machine」                                         | シックス マーズ マイケル アシュバ フレデリクセン                            | 3:00  |
| 9.        | 「ジャスト・アナザー・サイコ - Just Another Psycho」                                                | シックス マーズ マイケル アシュバ フレデリクセン                            | 3:36  |
| 10.       | 「チックス＝トラブル - Chicks=Trouble」                                                             | シックス マーズ マイケル アシュバ フレデリクセン                            | 3:13  |
| 11.       | 「ディス・エイント・ア・ラヴ・ソング - This Ain't A Love Song」                                     | シックス マーズ トミー・リー マイケル アシュバ フレデリクセン               | 3:25  |
| 12.       | 「ホワイト・トラッシュ・サーカス - White Trash Circus」                                             | シックス マーズ マイケル アシュバ フレデリクセン                            | 2:51  |
| 13.       | 「ゴーイン・アウト・スウィンギン - Goin' Out Swingin」                                              | シックス マイケル アシュバ フレデリクセン                                   | 3:27  |
| 14.       | 「キックスタート・マイ・ハート（ライヴ） - Kickstart My Heart (Live)」(日本ボーナス・トラック)      | シックス                                                                    | 5:48  |
| 15.       | 「セインツ・オブ・ロスアンゼルス（ライヴ） - Saints Of Los Angeles (Live)」(日本ボーナス・トラック) | シックス マイケル アシュバ フレデリクセン                                   | 3:25  |
| 合計時間: | 合計時間:                                                                                           | 合計時間:                                                                   | 53:18 |

## 参加ミュージシャン
- ヴィンス・ニール (Vince Neil)  - ボーカル
- ミック・マーズ (Mick Mars)  - ギター
- ニッキー・シックス (Nikki Sixx)  - ベース
- トミー・リー (Tommy Lee)  - ドラム